# セファルディム式ヘブライ語
セファルディム式ヘブライ語（Sephardi Hebrew）とは、セファルディー系ユダヤ人が、礼拝などで聖書のヘブライ語 を朗読する際に使用するヘブライ語の発音方式の1つ。その音韻はラディーノ語やポルトガル語、ペルシア語、オランダ語、アラビア語との接触により影響を受けている。

## 音韻
セファルディム式ヘブライ語の音韻は、地域により差異はあるが、次のような特徴がある。
- 単語のアクセントは、聖書ヘブライ語で最終音節 にあるものは、セファルディム式でも最終音節に置かれる。
- ע アイン （咽頭音）は発音されるのが好ましいとされるが、発音方法は地域により異なる。
- ר レーシュは、アシュケナジム式ヘブライ語のように口蓋垂ふるえ音 (フランス語のように喉を震わせて出す音)ではなく、スペイン語の r のように常に巻き舌音で発音される。
- /t/ や /d/ の子音は、しばしば歯茎音ではなく、歯破裂音（無声・有声）で発音される。
- 音韻上 ת タヴと ס サメフは常に区別される。タヴはギリシアやアラビア語圏のセファルディムには無声歯摩擦音 ([θ])で発音され、イベリア半島における古いヘブライ語の発音やイタリアでは有声歯破裂音 ([d̪])または有声歯摩擦音 ([ð])となる。また、その他のヨーロッパのセファルディムはタヴを無声歯破裂音 ([t̪])で発音する。
- セファルディム式ヘブライ語の母音は、ダヴィド・キムヒによる5母音方式(a e i o u)に基づいており、長短の区別の有無は地域による。
  - 母音記号ツェーレーは/eː/で、アシュケナジム式のような/ei/ではない。
  - 母音記号ホーラムは/oː/で、アシュケナジム式のような/au/や/oi/ではない。
  - 母音記号カマツ・ガドールは/aː/で、アシュケナジム式のような/o/ではない。

そして、セファルディム式の発音とアシュケナジム式や他のヘブライ語の発音方式との最も特徴的な差異は、母音記号カマツの発音の区別である。古典的なヘブライ語の文法では（また、それに基づく現代ヘブライ語の文法でも）、カマツは /a/ で発音される場合（カマツ・ガドール）と、/o/ で発音される場合（カマツ・カタン）に区別され、次の場合はカマツ・カタン (/o/) で発音される。
- (1)アクセントのない子音で終わる音節。
- (2)母音記号ハタフ・カマツの前。

しかしセファルディム式では(1)や(2)の場合でもカマツ・ガドールとして発音される。例えば、כָל  (全ての)という単語は、上記(1)により "kol" となるべきだが、セファルディム式では、後にハイフン付かない時に "kal" と発音される。また、צָהֳרַיִם  (正午)という単語は、上記(2)により "tsohorayim" となるはずであるが、セファルディム式では "tsahorayim" となる。欽定訳聖書などの英訳聖書で、「ルツ記」に出てくる人名 "נָעֳמִי" が "Noomi" ではなく "Naomi" （ナオミ）とされているのは、上のようなセファルディム式発音の特徴を反映しているのである（現代ヘブライ語では前者の発音が一般的）。
また、セファルディム式ヘブライ語では東方ヘブライ語とは異なり、通常 "ח"ヘット と "כ"ダゲッシュなしのカフ、"ק"コフ と "כּ"ダゲッシュ付きのカフ、"ת"タヴ と "ט"テット の子音をそれぞれ区別しない。また、"ו" ヴァヴは/v/で発音され、/w/ではない（イラクやイエメンのユダヤ人は/w/で発音する）。

## 現代ヘブライ語への影響
エリエゼル・ベン・イェフダーがヘブライ語を話し言葉として復活させるにあたり、基準としたのはセファルディム式の発音であった。これは当時、イスラエルにおいて事実上共通語として、セファルディム式ヘブライ語が話されていたのと、最も美しいヘブライ語であると彼が信じていたからである。しかし、現代ヘブライ語の音韻は、咽頭音の消滅や、/r/ 音の巻き舌音から有声口蓋垂摩擦音または口蓋垂ふるえ音への変化など、いくつかの点でアシュケナジム式の発音の影響を受けている。